# 시이나 링고
시이나 링고(椎名林檎, 1978년 11월 25일~)는 일본의 락밴드 도쿄지헨의 보컬이다. 2003년까지 락가수 겸 싱어송라이터로서 솔로로 활동했다. 2008년 현재 무드 가수·경음악가를 자칭하고 있다. 본명은 시이나 유미코(椎名裕美子)이다.
사이타마현 우라와 시(현 사이타마시)에서 태어나 부친의 전근에 의해 시즈오카현 시미즈 시(현 시즈오카 시 시미즈 구)를 거쳐 후쿠오카현 후쿠오카시 사와라구에서 자랐다. 후쿠오카시립 모모치 중학교를 졸업하고 후쿠오카현립 치쿠젠 고등학교를 중퇴했다. 유한회사 흑묘당, EMI 뮤직 재팬 / Virgin Music 소속 아티스트이다.
싱어송라이터인 시이나 쥰페이와 친남매 관계이며, 쿄고쿠 나츠히코와 아야즈치 유키토의 작품의 표지를 다루었던 일러스트레이터 겸 북 디자이너 타츠미 시로는 그녀의 숙부이다.

## 인물
1978년 11월 25일 생으로 유년기부터 피아노와 발레를 배웠지만, 선천성 식도폐쇄증 수술의 후유증으로 몸의 좌우 밸런스가 맞지 않게 되어 10여년 이상 계속하고 있던 발레를 단념하게 되었다.
밴드 활동을 시작하면서 제거한 트레이드 마크였던 그녀의 점은 어릴 때부터 TV에 나오는 엔카 가수를 동경해 매직이나 볼펜으로 곧잘 그리다 성장하면서 점점 착색된 것이었다고 한다.
2000년 승소스트립(2집)활동을 접으며 깜짝 결혼을 발표했으나 1년 2개월 만에 이혼하였다. 2001년 소나타라는 이름의 아들을 낳았고 2013년에 딸을 낳았다. '괴테'라는 이름을 가지고 있는 고양이를 키운다.

### 솔로 활동 재개
2009년 3월, 솔로로는 약 5년 반 만에 싱글 《아리아마루 토미》를 발매한다고 밝혔다. 5월 27일에 발매된 이 노래는 마츠모토 준과 아라가키 유이가 출연한 드라마 《스마일》의 주제가로 쓰였는데, 그녀의 노래가 드라마 주제가로 쓰인것은 이것이 처음이다. 6월 24일엔 4번째 정규 음반 《싸구려 가십》을 발매했다.

## 음악

### 가사
한자와 문어조의 말, 고풍스러운 가나사용법을 사용하는 독특한 가사관과, 현대시와도 비슷한 특이한 가사 등이 특징이다. 네지메 쇼이치 등 많은 유명인사들이 그녀의 그런 점을 절찬하고 있다.
초기의 작품에는 작곡 당시에 그녀가 좋아한다고 생각되는 뮤지션이 자주 실명으로 등장한다. 예를 들어 싱글 〈기브스〉의 가사에는 「커트」 「코트니」라고 하는 이름(커트 코베인과 아내 코트니 러브)이 등장한다(이것은 옛 애인의 취향때문에 들었던 것으로, 자신의 취향은 아니라고 한다). 또 앨범 《무죄모라토리엄》의 〈마루노우치 새디스틱〉에는 BLANKEY JET CITY의 아사이 켄이치의 애칭인 「벤지」라는 이름이 등장한다. 시이나 링고가 동경하는 아티스트이기도 한 아사이는 그 후 싱글 「죄와 벌」에서 일렉트릭 기타 파트의 연주에 참가한다. 그리고 「시드와 백일몽」(앨범 《무죄모라토리엄》, 싱글 《한밤 중은 순결》수록)과 「여기서 키스해줘」(앨범 《무죄모라토리엄》수록)에 나오는 「시드」는 섹스 피스톨즈의 시드 비셔스를 가리키고 있다. 또한 「시드와 백일몽」(앨범 《무죄모라토리엄》수록)에 나오는 재니스 이안의 Love is Blind (앨범 「가수의 즐거움 ~그 첫 번째~」수록) 라는 곡을 커버하기도 했다.

## 스타일
시이나 링고의 작곡이나 연주 스타일은 굉장히 개성적이며 복합적이다. 예를 들어 혀말기 창법을 끼워 넣으면서 노래하는 그녀의 가창법은 앨라니스 모리셋에게 영향을 받았다거나 가사의 스타일은 나카지마 미유키와 토가와 쥰과 유사하다는 평가가 많다. 또, 멜로디를 장 9조로 끝내는 곡이 많다고 한다.
그녀는 1990년대 전반에 일세를 풍미 했던 시부야계를 모방해서, 자신을 '신주쿠계 자작 연출가게'라고 정의한다. 실제 그녀의 가사에도 신주쿠에 대한 내용이 많이 등장한다(〈가부키쵸의 여왕〉등).

## 음반

### 대칭성
시이나 링고는 2집 승소스트립부터 일관적으로 자신의 음반에 대칭성이라는 요소를 삽입하였다. 즉 각 앨범은 홀수개의 곡으로 이루어져 있고, 가운데 위치한 곡을 중심으로 각각 대칭되는 곡은 제목의 글자수가 같고, 형태(한자나 가나의 사용)나 재생시간도 비슷하다.

### 싱글
| 순서 | 발매일           | 제목                                                                                             | 설명                                          |
| ---- | ---------------- | ------------------------------------------------------------------------------------------------ | --------------------------------------------- |
| 1    | 1998년 5월 27일  | 幸福論(고후쿠론) 행복론                                                                          |                                               |
| 2    | 1998년 9월 9일   | 歌舞伎町の女王(카부키쵸노죠오) 가부키쵸의 여왕                                                   |                                               |
| 3    | 1999년 1월 20일  | ここでキスして。(코코데키스시테) 여기서 키스해줘.                                                |                                               |
| 4    | 1999년 10월 27일 | 本能(혼노) 본능                                                                                  |                                               |
| -    | 1999년 10월 27일 | 幸福論(고후쿠론) 행복론                                                                          | 12cmCD로 재발매.                              |
| 5    | 2000년 1월 26일  | ギブス(기부스) 깁스                                                                              |                                               |
| 6    | 2000년 1월 26일  | 罪と罰(츠미토바츠) 죄와 벌                                                                       |                                               |
| 7    | 2001년 3월 28일  | 真夜中は純潔(마요나카나 쥰케츠) 한밤중은 순결                                                    |                                               |
| 8    | 2003년 1월 22일  | 茎(STEM)~大名遊ビ編~ (스테무(STEM)~다이묘아소비헨~) 줄기(STEM)~영주놀이편~                       |                                               |
| 9    | 2003년 11월 25일 | りんごのうた(링고노우타) 사과의 노래                                                             |                                               |
| -    | 2006년 11월 11일 | カリソメ乙女（DEATH JAZZ ver.） (카리소메오토메 (DEATH JAZZ ver.)) 덧없는 처녀(DEATH JAZZ ver.)  | '시나 링고×SOIL&"PIMP"SESSIONS'의 디지털 싱글 |
|      | 2007년 1월 17일  | この世の限り(코노요노카기리) 이 세상의 끝                                                        | '시나 링고×사이토 네코+시나 준페이'의 싱글    |
| 10   | 2009년 5월 27일  | ありあまる富(아리아마루토미) 넘치는 부                                                           |                                               |
| 11   | 2011년 11월 2일  | カーネーション (카-네-숀) 카네이션                                                               |                                               |
| 12   | 2013년 5월 27일  | いろはにほへと／孤独のあかつき (이로하니호헤토／고도쿠노아카즈키) 꽃은 아름답더라도／고독의 새벽 |                                               |
| -    | 2013년 6월 26일  | 殺し屋危機一髪 (코로시야키키잇파츠) 살인청부업자 위기일발                                        | '시나 링고×SOIL&"PIMP"SESSIONS'의 싱글        |
| 13   | 2014년 6월 14일  | NIPPON (니뽄) 니뽄                                                                               |                                               |
| 14   | 2015년 2월 25일  | 至上の人生 (시조우노진세이) 지상의 인생                                                          |                                               |

### 앨범
| 순서 | 제목                                                                         | 발매 일자       |
| ---- | ---------------------------------------------------------------------------- | --------------- |
| 1    | 無罪モラトリアム 무자이 모라토리엄 (무죄 모라토리엄)                         | 1999년 2월 24일 |
| 2    | 勝訴ストリップ 쇼소 스트립 (승소 스트립)                                     | 2000년 3월 31일 |
| 3    | 唄ひ手冥利 ～其ノ壱～ 우타이테 묘리 ~소노 이치~ (가수의 즐거움 ~그 첫 번째~) | 2002년 5월 27일 |
| 4    | 加爾基 精液 栗ノ花 칼크 자멘 쿠리노하나 (시멘트 정액 밤꽃)                   | 2003년 2월 23일 |
| 5    | 平成風俗 헤이세이 후소쿠 헤이세이 풍속                                       | 2007년 2월 21일 |
| 6    | 私と放電 와타시토 호덴 (나와 방전)                                           | 2008년 7월 2일  |
| 7    | 三文ゴシップ 산몬 가십 (싸구려 가십)                                         | 2009년 6월 24일 |
| 8    | 日出処 히이즈루토코로 (일출처)                                               | 2014년 11월 5일 |

## 악기

### 일렉트릭 기타
- Duesenberg Starplayer (얏츠케시고토, 코코데키스시떼, 코후쿠론, 타다시이마치)
- Gibson RD Artist (2008년 하반기 현재)
- Rickenbacker 620 (기브스)

## 기타연주와 함께 부른 곡명
- 기브스
- 얏츠케시고토 (해치울 일)
- 카부키쵸노죠오 (가부키쵸의 여왕)
- 코코데키스시떼 (여기서 키스해줘)
- 코후쿠론 (행복론)
- 타다시이마치 (옳은 거리)
- 케코쿠(경고)
- N I P P O N

## 같이 보기
- 도쿄지헨